# Жаркув
Жаркув (пол. Żarków, нім. Sarkow) — село в Польщі, у гміні Бобровиці Кросненського повіту Любуського воєводства.
Населення — 75 осіб (2011).
У 1975-1998 роках село належало до Зеленогурського воєводства.

## Демографія
Демографічна структура станом на 31 березня 2011 року:
|          | Загалом | Допрацездатний вік | Працездатний вік | Постпрацездатний вік |
| -------- | ------- | ------------------ | ---------------- | -------------------- |
| Чоловіки | 39      | 11                 | 25               | 3                    |
| Жінки    | 36      | 6                  | 25               | 5                    |
| Разом    | 75      | 17                 | 50               | 8                    |